# 東中延
東中延（ひがしなかのぶ）は、東京都品川区の町名。現行行政地名は東中延一丁目および東中延二丁目。住居表示実施済区域。東中（とうなか）と呼ばれることがある。

## 地理
品川区の地理的中央部に位置する。町域北部は26号線通りに接し、これを境に平塚に接する。東部は第二京浜に接し、これを境に戸越に接する。西部および南部は中延に接する。町域内を荏原文化センター通り、昭和通りがそれぞれ通っている。また、町域西端の中延との境界を東急池上線が通っている。第二京浜沿いの高層建造物と駅周辺の商店街を除いては住宅地として利用されている。

## 歴史
- 1941年（昭和16年）4月1日：中延町の一部から東中延一 - 四丁目が成立する[7]。
- 1964年（昭和39年）9月15日：東中延の一部から西大井六丁目、豊町六丁目、二葉四丁目が分立する[8]。
- 1965年（昭和40年）9月1日：東中延の一部から中延四・六丁目、戸越五・六丁目が分立し、現在の町域となる[9]。

### 町名の変遷
全域が荏原郡荏原町大字中延（のちの東京市荏原区中延町）に属していた。
| 1964年 - 現在         | 1941年 - 1964年 | - 1941年 | 備考                   |
| --------------------- | --------------- | -------- | ---------------------- |
| 東中延一丁目          | 東中延一丁目    | 谷向・東 | 谷向の一部は現在の中延 |
| 戸越五丁目の西部      | 東中延一丁目    | 谷向・東 | 谷向の一部は現在の中延 |
| 中延四丁目5番の北西   | 東中延二丁目    | 源氏前   | 東急大井町線以北       |
| 戸越六丁目の西部      | 東中延二丁目    | 東       |                        |
| 東中延二丁目          | 東中延二丁目    | 東       | 東急大井町線以北       |
| 東中延二丁目          | 東中延三丁目    | 東       | 東急大井町線以南       |
| 中延四丁目の東部      | 東中延三丁目    | 東       |                        |
| 戸越六丁目の西部      | 東中延三丁目    | 東       |                        |
| 豊町六丁目の西部      | 東中延三丁目    | 源氏前   |                        |
| 中延六丁目の東部      | 東中延四丁目    | 源氏前   |                        |
| 二葉四丁目1・2番      | 東中延四丁目    | 源氏前   |                        |
| 二葉四丁目27番        | 東中延四丁目    | 一丁目   | 字一町目とも記す       |
| 西大井六丁目1番の西部 | 東中延四丁目    | 一丁目   | 字一町目とも記す       |

## 世帯数と人口
2023年（令和5年）1月1日現在（東京都発表）の世帯数と人口は以下の通りである。
| 丁目         | 世帯数    | 人口    |
| ------------ | --------- | ------- |
| 東中延一丁目 | 1,308世帯 | 2,149人 |
| 東中延二丁目 | 1,080世帯 | 1,855人 |
| 計           | 2,388世帯 | 4,004人 |

### 人口の変遷
国勢調査による人口の推移。
| 年                 | 人口  |
| ------------------ | ----- |
| 1995年（平成7年）  | 3,355 |
| 2000年（平成12年） | 3,222 |
| 2005年（平成17年） | 3,456 |
| 2010年（平成22年） | 3,484 |
| 2015年（平成27年） | 3,745 |
| 2020年（令和2年）  | 4,066 |

### 世帯数の変遷
国勢調査による世帯数の推移。
| 年                 | 世帯数 |
| ------------------ | ------ |
| 1995年（平成7年）  | 1,563  |
| 2000年（平成12年） | 1,622  |
| 2005年（平成17年） | 1,803  |
| 2010年（平成22年） | 1,944  |
| 2015年（平成27年） | 2,095  |
| 2020年（令和2年）  | 2,410  |

## 学区
区立小・中学校に通う場合、学区は以下の通りとなる（2020年4月時点）。
| 丁目         | 番地   | 小学校               | 中学校（2019年度入転学） | 中学校（2020年度入転学） |
| ------------ | ------ | -------------------- | ------------------------ | ------------------------ |
| 東中延一丁目 | 1〜8番 | 品川区立中延小学校   | 品川区立荏原平塚学園     | 品川区立荏原平塚学園     |
| 東中延一丁目 | その他 | 品川区立延山小学校   | 品川区立荏原平塚学園     | 品川区立荏原平塚学園     |
| 東中延二丁目 | 1〜6番 | 品川区立延山小学校   | 品川区立荏原平塚学園     | 品川区立荏原平塚学園     |
| 東中延二丁目 | その他 | 品川区立源氏前小学校 | 品川区立荏原平塚学園     | 品川区立荏原第五中学校   |

## 交通
町域内における鉄道駅として西端付近に東急池上線荏原中延駅がある。また南部方向の東急大井町線と都営浅草線中延駅も利用可能である（浅草線の駅のみ町域内、大井町線の駅は中延に所在）。また第二京浜など付近の東急バスも利用可能である。

## 事業所
2021年（令和3年）現在の経済センサス調査による事業所数と従業員数は以下の通りである。
| 丁目         | 事業所数  | 従業員数 |
| ------------ | --------- | -------- |
| 東中延一丁目 | 82事業所  | 492人    |
| 東中延二丁目 | 125事業所 | 791人    |
| 計           | 207事業所 | 1,283人  |

### 事業者数の変遷
経済センサスによる事業所数の推移。
| 年                 | 事業者数 |
| ------------------ | -------- |
| 2016年（平成28年） | 214      |
| 2021年（令和3年）  | 207      |

### 従業員数の変遷
経済センサスによる従業員数の推移。
| 年                 | 従業員数 |
| ------------------ | -------- |
| 2016年（平成28年） | 1,248    |
| 2021年（令和3年）  | 1,283    |

## 施設
- 品川区立東中延保育園
- 中延スキップロード - 中延商店街。二丁目の西端になり、商店街の西側は中延になる。

## その他

### 日本郵便
- 郵便番号 : 142-0052[3]（集配局 : 荏原郵便局[21]）。